# ジョン・ウェルシュ (サッカー選手)
ジョン・ジョセフ・ウェルシュ（John Joseph Welsh, 1984年1月10日 - ）は、イングランド・リヴァプール市ウェイヴァートゥリー出身の元サッカー選手。現役時代のポジションはMF。

## クラブ歴
リヴァプール市内のウェイヴァートゥリー地区で生まれ育った。10歳でリヴァプールFCのアカデミーに入団。リザーブチームではキャプテンを務めた。2001-02シーズンからトップチームのトレーニングに参加するようになった。
2002年12月のリーグカップ・イプスウィッチ・タウンFC戦でトップチームデビュー。2003年10月のアーセナルFC戦でプレミアリーグ初出場。しかし定位置を確保することは出来ず、3シーズンで公式戦出場は9試合に留まった。
2006年1月、ポール・アンダーソンとのトレードでハル・シティAFCに完全移籍。
トレンメア・ローヴァーズFCでは150試合以上に出場しキャプテンも務める。2012年4月に契約延長オファーを断り、2012-13シーズンより2年契約でプレストン・ノースエンドFCへ加入する。
2018-19シーズン限りでディープデイルを去り、リーグ2のグリムズビー・タウンFCと2年契約を締結した。
2020年8月7日、ノーザン・プレミアリーグのスタッフォード・レンジャーズFCへ加入した。
2021年10月8日、スタッフォード・レンジャーズFCを退団し、その後現役引退を表明した。

## 代表歴
- イングランドU-16
  - UEFA U-16欧州選手権2001
- イングランドU-19
  - UEFA U-19欧州選手権2002
  - UEFA U-19欧州選手権2003
- イングランドU-20
  - 2003 FIFAワールドユース選手権